# Steve Paxton
Steve Paxton (Phoenix, AZ, 21 januari 1939 − Charleston, VT 20 februari 2024) was een Amerikaanse danser en choreograaf, die van grote betekenis is geweest voor de ontwikkeling van de moderne dans in de twintigste eeuw. Hij wordt beschouwd als een van de grondleggers van het postmodernisme in de dans. Paxton was medeoprichter van het Judson Dance Theatre in New York, waar hij samenwerkte met onder anderen Yvonne Rainer en Trisha Brown. Hij was tevens medeoprichter van de experimentele groep Grand Union. Vanaf 1972 ontwikkelde hij een nieuwe dansvorm die bekend staat als contactimprovisatie (contact improvisation), ook wel contactdans (contact dance) genoemd.

## Leven
Steven Douglas Paxton werd geboren in Phoenix, Arizona, maar groeide op in Tucson, Arizona. Als kind deed hij aan gymnastiek, voordat hij op de middelbare school ging dansen. Hij studeerde kort aan de Universiteit van Arizona, maar stopte om een carrière in de dans na te streven. Hij woonde van eind jaren vijftig tot en met de jaren zestig in Connecticut en vervolgens in New York, voordat hij in 1970 verhuisde naar de Mad Brook Farm-commune in East Charleston, Vermont.
Paxton had een langdurige relatie met de danseres en choreografe Lisa Nelson. Hij stierf op Mad Brook Farm op 85-jarige leeftijd.

## Werk
Paxton's werk werd sterk beïnvloed door de experimentele kunst- en performancescene in New York in de jaren zestig en zeventig. Hij was geïnteresseerd in het menselijk lichaam als 'fysieke speeltuin'. Contactimprovisatie — de term werd door hem omstreeks 1972 geīntroduceerd — ontstond vanuit een verkenning van het menselijk lichaam onder begeleiding van Paxton. Contactimprovisatie wordt meestal beoefend in duetten en bevat elementen uit vechtsport en andere sporten, sociale dans en kinderspelletjes. Bij het ontstaan van contact moeten twee lichamen samenkomen om een contactpunt te creëren, bijvoorbeeld rug en pols, schouder en dij, hoofd en voet, rug en rug, enz. Ze moeten elkaar vinden in een gebalanceerde 'gewichtsuitwisseling' (weight exchange) en vervolgens een bewegingsdialoog creëren die voor onbepaalde tijd kan voortduren, zolang beide deelnemers volledig betrokken blijven. Zo ontstaat een dansvorm die gebruik maakt van de natuurkundige wetten van wrijving, impuls, zwaartekracht en traagheid, die de relatie tussen dansers bepaalt.

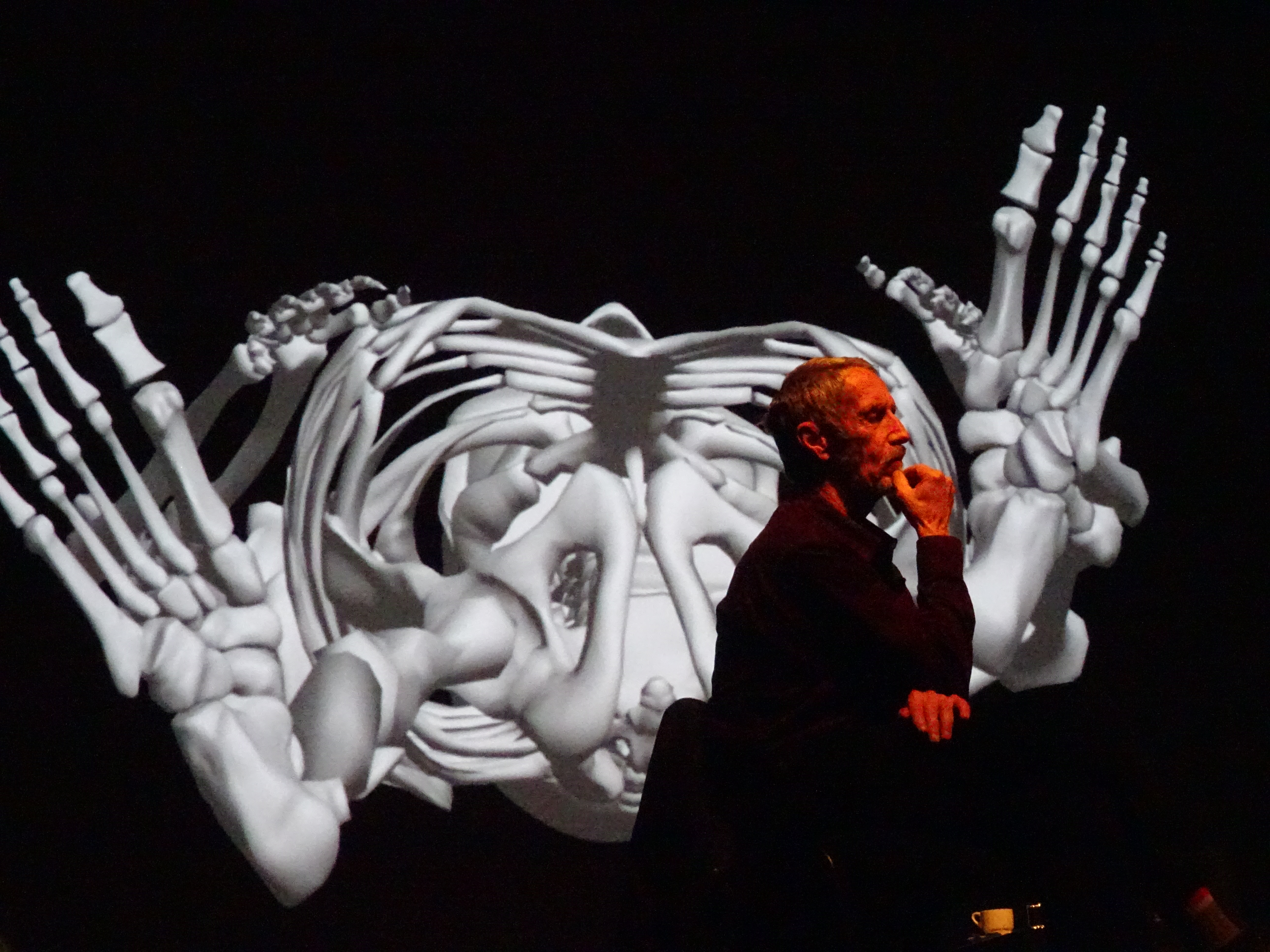
Steve Paxton geeft uitleg op een overzichtstentoonstelling in Lissabon (2019)

Contactimprovisatie kan in principe door iedereen worden beoefend, omdat het ontstaan van een bewegingsvocabulaire geīnitieerd wordt door een specifieke aanraking en het komen tot een gewichtsuitwisseling met een andere persoon. Paxton geloofde dat zelfs een ongetrainde danser een bijdrage kan leveren aan zijn experimentele dansvorm. Vanuit zijn werk met Merce Cunningham en José Limón, en later zijn bijdrage aan de vorming van het Judson Dance Theatre en Grand Union, was Paxton gefascineerd door de verkenning van het menselijk lichaam in zijn algemeenheid. Zijn benadering van een bewegingsvocabulaire omvatte onder andere de voetgangerswereld om hem heen. Paxton beschreef het lichaam als een fysieke machine die door de natuur en de cultuur eromheen expressief kan zijn. Zijn eerste dans Proxy (1961) bevatte dagelijkse activiteiten als lopen, zitten en eten.
Paxton stond erom bekend alle invloeden van buitenaf te elimineren die zouden voorkomen dat het stuk zomaar zou worden geaccepteerd zoals het was. Hij stelde een vocabulaire van niet-dansbewegingen samen, die hem toeschenen als ontspannen maar toch gezaghebbend genoeg om in een optreden toe te passen. Paxton minimaliseerde het onderscheid tussen publiek en artiest. Zijn bewegingsvocabulaire werd op zijn beurt onderdeel van de alledaagse bewegingsmechanica en dit opende een wereld aan mogelijkheden. Een ander stuk waaruit zijn fascinatie voor de voetgangerswereld bleek was Satisfyin’ Lover (1967), een dans voor een groep van vierendertig tot vierentachtig mensen, waarbij gebruik werd gemaakt van lopen, staan of zitten. Paxton maakte niet alleen gebruik van de bouw van het menselijk lichaam, maar hij gebruikte ook objecten om te benadrukken hoe het lichaam zichzelf rond verschillende objecten kan manipuleren. Hij was geïnteresseerd in textuur, vorm en grootte van de objecten, maar ook hoe het gebruik van dieren zijn dansvocabulaire beïnvloedde. Dit komt onder meer naar voren in het stuk Jag Ville Gärna Telefonera (1964), waarin hij gebruik maakte van drie kippen, een stoel gemaakt van cakedeeg en gele glazuur, en kledingstukken met ritsen die op verschillende manieren in elkaar konden worden gezet.
Paxton hield zich vanaf eind jaren zeventig hoofdzakelijk bezig met lesgeven, optreden en schrijven over contactimprovisatie in Amerika en Europa. Contactimprovisatie werd verder onderwezen door Nancy Stark Smith, die nauw met Paxton samenwerkte, en door anderen die ermee in aanraking waren gekomen. Hij verdiepte zich tevens in het concept van seks en seksualiteit in dans. Hij was niet alleen een revolutionair voor de veranderende danswereld om hem heen, maar zijn experimenten met beweging en de structuur van het menselijk lichaam creëerden een andere realiteit van hoe het is om danser te zijn. Tegenwoordig is zijn leer van contactimprovisatie opgenomen in de opleiding van dansers, performers, choreografen en dansdocenten over de hele wereld.

## Onderscheidingen en prijzen
- 1980: National Endowment for the Arts
- 1987: New York Dance and Performance Award (Bessie Award)
- 1994: Foundation for Contemporary Arts Grants to Artists Award
- 1995: John Simon Guggenheim Memorial Foundation Fellowship
- 1995: Nog een Bessie Award
- 2014: Gouden Leeuw van de Biënnale van Venetië voor zijn gehele oeuvre
- 2015: Opnieuw een Bessie Award, ditmaal voor zijn gehele oeuvre

## Werken (selectie)
- 1961: Proxy
- 1964: Jag Vill Gärna Telefonera
- 1966: Physical Things
- 1967: Satisfyin’ Lover (in april 1999 te zien als locatievoorstelling in het kader van Springdance in Sporthal De Veiling, Utrecht)[2]
- 1970: Intravenous Lecture
- 1978: PA RT (met Lisa Nelson, op muziek van Robert Ashley)
- 1986: Goldberg Variations, op de muziek van de Goldbergvariaties van Bach, gespeeld door Glenn Gould (in december 1988 door Paxton uitgevoerd in 't Hoogt in Utrecht, alsmede op een onbekende locatie in België; in 1992 verfilmd door Walter Verdin)[3][4]
- 1988?: Flip Side (in januari 1989 te zien op diverse locaties in België)[5]
- 2004: Night Stand (met Lisa Nelson)
- 2016: Quicksand (met Maura Gahan en Jurij Konjar), op muziek van Robert Ashley
- 1986-2008: Material for the Spine

In 1997 baseerde de Belgische choreografe Anne Teresa De Keersmaeker haar voorstelling 3 solo's voor Vincent Dunoyer op het werk van Steve Paxton. In 2009 gebruikte Vincent Dunoyer choreografisch materiaal van onder anderen Steve Paxton in zijn voorstelling Encore.